# Nissan NT400
Nissan NT400 — среднетоннажный грузовой автомобиль, выпускаемый компанией Nissan с 2014 года. Пришёл на смену семейству Renault Maxity (Nissan Cabstar F24) в Европе.
Модель является аналогом Nissan Cabstar F24 и производится в Испании, но уже с кабиной от Nissan NT500 и Renault D (предыдущая модель производилась с кабиной от Nissan Atlas).
Полная масса Nissan NT400 варьируется от 3,5 до 4,5 тонн. Автомобиль оснащается двигателями внутреннего сгорания Nissan YD-25 и Nissan ZD30.
Nissan NT400 эксплуатируется во многих регионах России, но, тем не менее, не во всех. Например, в Сибири и на Дальнем Востоке из-за высоких цен на Nissan NT400 водители-развозчики покупают автомобили Nissan Atlas, поставляемые с внутрияпонского рынка.